# 대중문학
대중문학(大衆文學)은 순수문학에 대해서 비교적 이해능력이 낮은 대중의 통속적 흥미에 어필하며 또한 상업성을 목적으로 만들어진 문학이다. 그러나 최근에는 이른바 대중문학의 수준이 향상됨과 동시에 일부 순수문학도 흥미적 요소를 중시하게 되었다. 이에 따라 문예학에서도 대중문학에 대한 연구를 포함하는 추세다.

## 참고 문헌
- 이 문서에는 다음커뮤니케이션(현 카카오)에서 GFDL 또는 CC-SA 라이선스로 배포한 글로벌 세계대백과사전의 내용을 기초로 작성된 글이 포함되어 있습니다.